# Баргусии
Баргусии или бергистаны (лат. bargusii) — малочисленный народ предположительно иберского происхождения, родственный илергетам, обитавший в долине реки Сайарра, на территории современной Каталонии.
Баргусии обитали в верховьях реки Льобрегат. Их покорил Ганнибал Барка во время похода в Италию. Позднее восстали против римлян, однако их восстание подавил консул Катон Старший. После второго восстания были обращены в рабство. Их основная крепость, известная под латинским названием Castrum Bergium, вероятно, соответствовала современному населённому пункту Берга, хотя известен также похожий по названию населённый пункт Берхе в Нижнем Арагоне.